# اسکی‌کیلیچ (دامال)
اسکی‌کیلیچ (به ترکی استانبولی: Eskikılıç) یک منطقهٔ مسکونی در ترکیه است که در دامال واقع شده‌است.